# Hipódromo y Casino de Sunland Park
El Hipódromo y Casino de Sunland Park (en inglés: Sunland Park Racetrack & Casino) es un centro de entretenimiento ubicado en Sunland Park, Nuevo México, un suburbio de El Paso, Texas en Estados Unidos. Fue inaugurado en 1959 como una pista de carreras de pura sangre, Sunland Park era el único lugar de juego legalizado en la región durante muchos años. En 1999, en momentos en que las carreras de caballos estaban experimentando un descenso como los casinos y las loterías se hicieron comunes, los legisladores de Nuevo México permitieron las máquinas tragamonedas en el hipódromo. Ahora, con 700 máquinas de juego, las carreras en Sunland se han beneficiado en gran medida, con premios crecientes de un promedio diario de $ 35.000 en la década de 1990 a casi un cuarto de millón por día en la actualidad. 